# كأس هندوراس
كأس هندوراس (بالإسبانية: Copa de Honduras)‏ ، هي بطولة رسمية لكرة القدم في هندوراس أسست سنة 1968 وتشارك فيه 64 فريقاً مسجلاً لاتحاد الهندوراسي لكرة القدم.

## وصلة خارجية
- الموقع الرسمي